# Ernest Flammarion
Pour l’article homonyme, voir Flammarion.
Ernest Flammarion, né le 30 mai 1846 à Montigny-le-Roi et mort le 21 janvier 1936 à Paris, est un éditeur français, fondateur des éditions Flammarion-Marpon.

## Biographie

### Jeunesse
Ernest Flammarion est le quatrième d'une fratrie de six enfants dont l'aîné, Camille, est un célèbre astronome. Ses parents Jules et Françoise Flammarion, originaires de Haute-Marne, tiennent un commerce de mercerie à Montigny-le-Roi, qui bientôt périclite et les contraint à s'installer à Paris. Le père trouve un emploi dans les studios de Nadar. La sœur d'Ernest, Anne-Marie (1856-1944), est l'épouse du libraire Auguste Nicolas Constant Vaillant.
Ernest débute en 1867 comme employé dans à la Librairie académique Didier à Paris grâce à la recommandation de son frère Camille.

### Fondation des éditions Flammarion
Ernest doit sa célébrité à la maison d'édition qu'il fonde en association avec la librairie de Charles Marpon en 1876, et forment les « éditions C. Marpon & E. Flammarion », sises galeries du théâtre de l'Odéon et rue Racine numéro 26, à Paris. La réussite de cette entreprise est due au succès commercial de L'Astronomie populaire, livre de son frère qu'il publie en 1878 et qui remporte un énorme succès de librairie à la fin du XIXe siècle.
Par la suite, les éditions Flammarion s'orientent vers la littérature en publiant une grande diversité d'auteurs classiques, modernes (Stendhal, Balzac, Gustave Flaubert, Zola, Maupassant, Jules Renard) ou plus populaires comme Hector Malot, puis le catalogue se diversifie et couvre pratiquement tous les secteurs de l'édition avec une prédilection pour les publications de vulgarisation scientifique et de sciences humaines.
En juillet 1909, Ernest associe ses deux fils, Charles et Albert, à sa maison d'édition, qui devient une société en nom collectif, « E. Flammarion & fils ». 
Il prend sa retraite en 1919 et son fils aîné, Charles, devient président de la « Librairie Ernest Flammarion », aux cotés d'Alain (mort en 1937).

### Mort
Il meurt à l'âge de 89 ans le 21 janvier 1936 à Paris, et est inhumé au cimetière du Montparnasse (division 27), situé dans la même ville.

## Postérité des éditions
La maison est restée familiale, dirigée par le fils d'Ernest, Charles (1884-1967), puis son petit-fils, Henri Flammarion qui prend les commandes en 1967.
Le dernier des descendants de la famille, Charles-Henri Flammarion, dirige l'entreprise de 1985 à 2000, avec ses deux frères, Alain et Jean-Noël, date à laquelle elle passe sous le contrôle du groupe italien RCS qui la revend, en juin 2012, au groupe Madrigall.